# Otten (motorfietsen)
Otten is een historisch Nederlands merk van motorfietsen.
Otten’s Motor Breda,1901-1911.
Pieter Otten was een fabrikant die steeds met de laatste ontwikkelingen mee ging. Zo bemoeide hij zich al voor 1890 met de aanleg van waterleiding in Breda en ook met de introductie van gas en elektriciteit hield hij zich bezig. Hij verkocht ook de eerste fietsen. 
In 1901 produceerde Otten zijn eerste rijwielen met hulpmotor. Hij gebruikte daarvoor eigen motorblokken, maar later werden er ook motorblokken van andere (hoewel onbekende) herkomst gebruikt. In totaal werden er slechts 12 motorfietsen door Otten geproduceerd.